# Off the Wall (пісня)
«Off The Wall» (з англ. «Не як всі») — третій сингл і п'ята пісня з п'ятого альбому Майкла Джексона (Off The Wall). Написана англійським композитором, продюсером Родом Темпертоном у стилі ритм-н-блюз, фанк, диско. Пісня стала 10-ю в американському хіт-параді Billboard Hot 100, а також увійшла у десятку хіт-парадів Великої Британії, Норвегії та Швеції.

## Випуск пісні
Випуск пісні відбувся 2 Лютого 1980 року і була випущена лейблом Epic Records. У продаж поступили 7-дюймові пластинки. композиція стала дуже успішною, тому займала високі місця у чартах різних країн.
Також пісня увійшла у збірники хітів Джексона 2000-х років.

## Сюжет пісні
У цій пісні розповідається про те, що кожна людина має бути такою як вона хоче бути, адже немає нічого поганого у тому щоб бути не таким, як всі.

## Особливості композиції
«Off the Wall» написана у тональності мі-бемоль мінор у стилі фанку. Пісня починається зі зловісних звуків та сміху. На концертах Майкл виконував різні танцювальні рухи, які пізніше стали його візитною карткою.

## Концертні виступи
Майкл виконував пісню на турах ще у складі сімейної групи The Jacksons. Пісня виконувалася ним: на другому етапі Destiny World Tour (1979); на Triumph Tour (1980); на Victory Tour (1984). Також Джексон виконував пісню на своїх сольних турах: на першому етапі Bad World Tour (1987) та на деяких концертах першого етапу HIStory World Tour (1996). Також співак включив пісню у сет-лист туру This Is It, який Джексон планував почати у липні 2009, але помер менше ніж за місяць до початку 25 червня 2009 року.